# Paulito FG

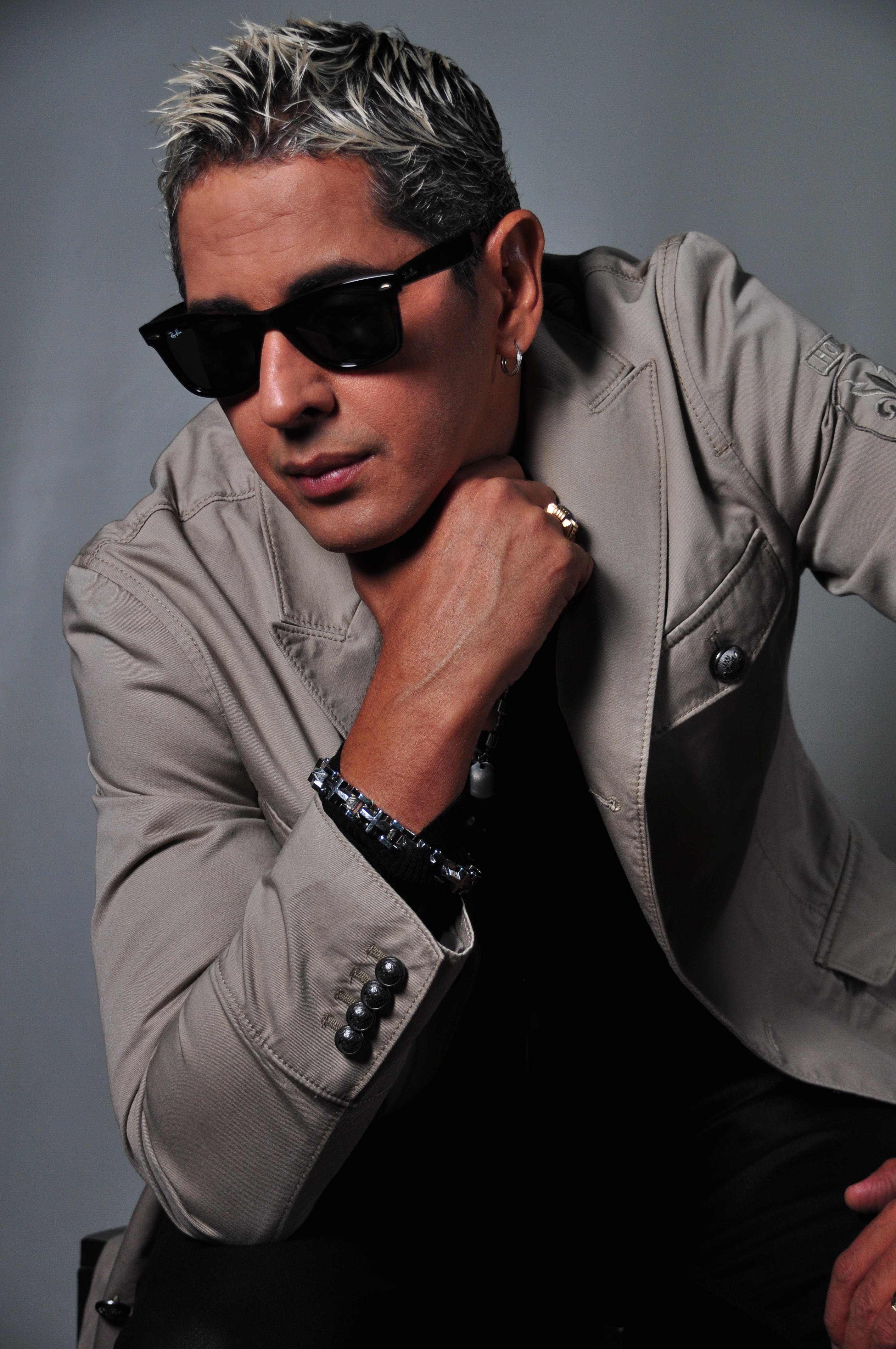
Paulo FG (2009)

Paulito FG, auch Paulo FG oder Pablo FG, bürgerlich Pablo Alfonso Fernández Gallo (* 11. Januar 1962 in Havanna; † 1. März 2025 ebenda), war ein kubanischer Musiker vorwiegend der Genres Salsa und Timba. Er war bekannt als Sänger, Komponist, Bandleader und Produzent.

## Leben und Wirken
Paulito FG kam schon im Elternhaus mit Musik in Berührung. Seine Mutter, Caridad Gallo, war Pianistin und Dichterin. Er studierte zunächst Klarinette am Konservatorium Ignacio Cervantes. Doch seine Leidenschaft war das Singen. Bei Luis Carbonell nahm er Gesangsunterricht.
Zunächst trat er in den 1980er Jahren in verschiedenen Hotels auf. Seine erste professionelle Band war Dan Den. Später wirkte er unter andren bei den Gruppen Adalberto Alvarez y su Son und Opus 13 mit. 1992 gründete er mit Paulo FG y su Élite seine eigene Band. Mit seinen 1993 und 1996 erschienenen Alben Tú no me calculas und El bueno soy yo avancierte er zum national und international bekannten Protagonisten der Musikstile Salsa und Timba.
In exilkubanischen Kreisen wurde er für seine Nähe zum kubanischen Regime kritisiert.
Paulito FG starb am 1. März 2025 im Alter von 63 Jahren bei einem Verkehrsunfall. Er missachtete in Havanna an der Ecke Calle 12 und Malecón in El Carmelo (Plaza de la Revolución) das Rotlicht einer Ampel und wurde dabei von einem Touristenbus erfasst. Wiederbelebungsversuche seitens der Ärzte blieben erfolglos. Zahlreiche Freunde und Anhänger nahmen an seiner Verabschiedung und Beisetzung im „Pantheon der Kultur“ des Kolumbus-Friedhofs teil, wo u. a. auch Adalberto Alvarez seine letzte Ruhe fand.

## Diskografie
- Opus 13 Con Pablito – Reclamo Por Tu Cuerpo (1991)
- Tú no me calculas (1993)
- Sofocándote (1995)
- El Bueno Soy Yo (1996)
- Con La Conciencia Tranquila (1997)
- Una Vez Más... Por Amor (2000)
- Te Deseo Suerte (2003)
- Ilusion (2005)
- Un Poquito De To (2006)
- Sin Etiqueta (2010)
- Abre que voy (2013)
- Brindando (2019)